# Матраи, Шандор
Ша́ндор Ма́траи (венг. Mátrai Sándor; (20 ноября 1932, Надьсенаш, Венгрия — 30 мая 2002) — венгерский футболист, защитник.

## Биография
Большую часть своей карьеры Матраи провел в Ференцвароше, за который сыграл более 300 матчей. За сборную Венгрии провел 81 матч, в период с 1956 по 1967 год. Принимал участие в чемпионатах мира 1958, 1962 и 1966 годов, а также начемпионате Европы по футболу 1964.